# Baal (Brecht)
Baal ist ein Drama von Bertolt Brecht. Die erste Fassung schrieb der Zwanzigjährige 1918, die zweite 1919. Darauf folgten weitere Fassungen. Brecht integrierte in das Stück eine Reihe seiner frühen Lieder und Gedichte, teilweise in enger Anlehnung an die Gedichte von François Villon. Es wurde am 8. Dezember 1923, nach der Verleihung des Kleist-Preises an Brecht, im Leipziger Alten Theater unter der Regie von Alwin Kronacher uraufgeführt.

## Handlung
Baal ist ein junger talentierter Dichter und trägt seinem Gönner, dem Großkaufmann Mech, bei einer Abendgesellschaft ein Gedicht vor. Obwohl man ihm Begeisterung und Bewunderung entgegenbringt, zeigt Baal kein Interesse, benimmt sich rüpelhaft und wird hinausgeworfen. Baal dazu: „Was kann ich dafür, wenn dein Wein, den du mir gibst, mich besoffen macht!“
Mechs Frau wird Baals Liebhaberin, er behandelt sie roh, zwingt sie zum Beispiel, in einer Branntweinschenke einen Kutscher zu küssen. Er schläft mit Johanna, der wesentlich jüngeren Freundin seines Bewunderers Johannes; diese stürzt sich, als er sich nichts weiter aus ihr macht, verzweifelt in einen Bach.
Baal schwängert Sophie Dechant, die er anfangs wohl liebte, dann jedoch schnell als Last ansieht und seinem Freund Ekart „abtreten“ will. Baal: „Was muss ich dir geben, dass du meine Frau nimmst?“ Im Frühling verschwindet er mit Ekart und die beiden ziehen betrügenderweise durch die Lande. Acht Jahre später ersticht Baal Ekart im Streit und stirbt schließlich bei Holzfällern, zu denen er sich geflüchtet hat. Das Drama endet mit dem Satz eines Holzfällers, der von den letzten Worten Baals berichtet: „Ich horche noch auf den Regen“.

## Epische Strukturelemente
Baal entstand lange vor Brechts Konzeption des Epischen Theaters. Einzelne Elemente im Baal weisen aber bereits in Richtung seiner späteren Theater-Theorie. So sind etwa Anfang und Schluss des Stückes jeweils offen gehalten und grenzen sich damit von der aristotelischen Theorie ab. Abgrenzen wollte sich Brecht mit der Sinnlichkeit und 'Diesseitigkeit' des Baal auch vom Pathos des Expressionismus.

### Abgrenzung vom Expressionismus
Baal entstand 1918 aus einer Gegenposition zum expressionistischen Drama Der Einsame. Ein Menschenuntergang von Hanns Johst. Dort scheitert ein Dichter an der Gesellschaft, weil er dieser geistig weit voraus ist, und endet in der Einsamkeit. Baal sollte das radikale Gegenbild zu Johstens Dramengestalt Grabbe darstellen. Brecht zeigt einen Menschen, der sich dem Vitalismus verschrieben hat. Eine vollkommene Hinwendung zur Natur hat eine Abwendung vom Menschen zur Folge, und dies auf Kosten der Gesellschaft.
Brecht demontiert damit das expressionistische Pathos, das den Menschen in den natürlichen Zustand zurückversetzen will, indem er den Vitalismus ad absurdum führt. Der Expressionismus kann als Anregungspunkt für die Entstehung des Baal verstanden werden. Gleichzeitig bedient sich Brecht expressionistischer Stilmittel.

### Abgrenzung von der aristotelischen Theorie
Brecht fordert ein antiillusionistisches Theater. Denn die Zuschauer seien durch die Illusion am selbstständigen Denken gehindert. Das Ziel war ein Stück, mit dem sich der Zuschauer nicht identifizieren kann. In sein Tagebuch schrieb er: „Einen großen Fehler sonstiger Kunst hoffe ich im Baal und Dickicht vermieden zu haben: ihre Bemühung mitzureißen. […]“

### Baal und die Theorie vom epischen Theater
Die spätere Theorie vom epischen Theater entstand erst 1930 und damit nach der Entstehung der Erstfassung des Baal. Eine endgültige Fassung der Theorie gab es nie. Es existieren im Baal aber bereits viele Elemente des epischen Theaters, wie beispielsweise der Verfremdungseffekt.
Ein wichtiges Element dieser Verfremdung sind eingestreute Lieder und Gedichte in Baal. Bereits das Eingangsgedicht Der Choral vom großen Baal ist ein Teil dieses Effekts. Weitere epische Elemente im Baal:
- Einarbeitung verschiedener Gattungen,
- Identitätsauflösungen,
- Regieanweisungen und Nebentext,
- Figuren als Erzähler,
- Widersprüchlichkeiten in der Handlung,
- Widersprüche im zeitlichen Ablauf,
- Widersprüchliche Dialoge,
- offener Einstieg,
- offenes Ende.

Dennoch kann bei dem Erstlingsdrama Baal noch keine Rede von einem Stück des Epischen Theaters sein. Hierzu fehlt die Einbindung der Darstellung von Gesellschaftsprozessen. Der Faktor Geschichte taucht in Baal nur in abstrakter Form auf. Dies spricht zwar für eine gewisse Episierung des Dramas, dennoch fehlt die Dialektik, die für alle späteren Werke Brechts typisch ist. Eine Episierung findet hier in der Form, nicht aber im Inhalt statt.

## Kritiken
Rückblickend wurde vom Autor kritisiert:
Baal sei zwar asozial,

„aber in einer asozialen Gesellschaft“

Baal ist, wie Brecht formuliert,

„der Sichausleber und Andreausleber“

### Ausgaben
- Bertolt Brecht: Große kommentierte Berliner und Frankfurter Ausgabe. Band 1. Stücke 1 Suhrkamp, Frankfurt am Main 1989, ISBN 978-3-518-40001-2 (Die neue kommentierte Ausgabe).
- Bertolt Brecht: Baal. Der böse Baal der asoziale. Texte, Varianten und Materialien. Kritisch ediert und kommentiert von Dieter Schmidt. 11. Auflage, Suhrkamp, Frankfurt am Main 2007, ISBN 978-3-518-10248-0 (= Edition Suhrkamp, Band 248).
- Bertolt Brecht: Baal. Drei Fassungen (Fassungen von 1918, 1919 und 1926). Kritisch ediert und kommentiert von Dieter Schmidt. 24. Auflage, Suhrkamp, Frankfurt am Main 2012, ISBN 978-3-518-10170-4 (= Edition Suhrkamp, Band 170).

### Vertonungen
Friedrich Cerha stellte aus den vier Fassungen Bertolt Brechts den Text zu seiner Oper Baal zusammen, welche bei den Salzburger Festspielen 1981 uraufgeführt wurde (Regie: Otto Schenk, Dirigent: Christoph von Dohnányi, Baal: Theo Adam, Koproduktion mit der Wiener Staatsoper).
Willem Breuker, Komponist: Baal, Brecht, Breuker. LP und CD. (Unter anderem mit: Han Bennink, Louis Andriessen, Maarten van Regteren Altena).
Für eine Fernsehproduktion der BBC spielte David Bowie fünf Lieder aus Baal ein, die EP David Bowie in Bertolt Brecht's Baal erschienen 1982.

### Film
- 1970 wurde Baal von Volker Schlöndorff mit Rainer Werner Fassbinder in der Hauptrolle verfilmt.
- 2004 erfolgt eine erneute Verfilmung von Uwe Janson mit Matthias Schweighöfer als Baal.

### Hörfunk
- 2018 Baal – in allen Rollen: Thomas Thieme, Bearbeitung: Julia von Sell, Musik: Arthur Thieme, Regie: Matthias Thalheim (MDR KULTUR), Erstsendung: 5. Februar 2018[8]

### Weiterführende Literatur
- Borrmann, Dagmar: Ein feuriger Dreckkloß. Baal 1994 am Schauspiel Leipzig. In: Texte zur Literatur. Hrsg. von Alfred Klein, Roland Opitz und Klaus Petzold. Heft 5, Leipzig 1998
- Damm, Benjamin: Baal und das epische Theater. Grin 2011. ISBN 978-3-640-99243-0
- Demčišák, Ján. 2012. Queer Reading von Brechts Frühwerk. Marburg: Tectum Verlag. ISBN 978-3-8288-2995-4
- Denkler, Horst: Das Drama des Expressionismus. in: Rothe, Wolfgang: Expressionismus als Literatur. Gesammelte Studien. Bern: Francke 1969
- Hauptmann, Elisabeth (Hrsg.): Brecht: Über den Expressionismus. In: Gesammelte Werke. Bd. 15. Frankfurt a. M.: Suhrkamp 1966
- Kesting, Marianne: Das Epische Theater. Zur Struktur des modernen Dramas. Stuttgart: Kohlhammer 1959
- Mittenzwei, Werner: Das Leben des Bertolt Brecht oder Der Umgang mit den Welträtseln. Aufbau Verlag Berlin und Weimar 1986
- Rülicke-Weiler, Käthe: Die Dramaturgie Brechts. Theater als Mittel der Veränderung. Berlin: Henschel 1966
- Schmidt, Dieter: „Baal“ und der junge Brecht. Eine textkritische Untersuchung zur Entwicklung des Frühwerks. Stuttgart: Metzler 1966
- Schumacher, Ernst: Brecht. Theater und Gesellschaft im 20. Jahrhundert. Berlin: Henschel 1981
- Schürer, Ernst: Überlegungen zur Bildsprache des Expressionismus. In: Dialog mit der Moderne : Fritz Wotruba und die Sammlung Kamm. Zug: Balmer 1998
- Szondi, Peter: Theorie des modernen Dramas. Frankfurt a. M.: Suhrkamp 1956
- Schnell, Axel: »Virtuelle Revolutionäre« und »Verkommene Götter«. Brechts »Baal« und die Menschwerdung des Widersachers (Promotion), Bielefeld 1993, ISBN 978-3-925670-91-6.